# Valderrobres
Valderrobres (tiếng Catalan: Vall-de-roures, tiếng Aragonese: Balderrobres) là một đô thị trong tỉnh Teruel, Aragon, Tây Ban Nha. Valderrobres có sông Matarraña, một chi lưu của sông Èbre chảy qua. Hàng năm ở đây có lễ hội kéo dài trong 1 tuần vào giữa tháng 8 để vinh danh thánh Christophe.